# Castillo de Carisbrooke
El castillo de Carisbrooke (en inglés Carisbrooke Castle) es una histórica fortificación situada en Carisbrooke, cerca de Newport, en la isla de Wight. Carisbrooke es el único castillo de época medieval que sigue en pie en Wight.

## Historia

### Primeros tiempos
La existencia de asentamientos en el lugar donde se edificó el castillo de Carisbrooke debió producirse ya en tiempos prerromanos. Quedan vestigios de una muralla que demuestra su colonización en los últimos momentos del Imperio romano. Posteriormente, los jutos debieron tomar esta primitiva construcción a finales del siglo VII. Un baluarte anglo-sajón reemplazó la anterior fortificación durante el siglo VIII. Alrededor del año 1000, se construyó una muralla rodeando la colina en la que se sitúa el castillo como medio de defensa contra las incursiones vikingas a la isla.

### Invasión normanda
Tras la invasión normanda de Inglaterra, Guillermo el Conquistador cedió la isla de Wight a su amigo William FitzOsbern, el cual encargó la construcción de una fortificación en madera en Carisbrooke. El castillo, como tal, es mencionado ya en el Domesday Book de Alvington, por lo que debió ser erigido a encargo del mismo FitzOsbern, que fue el primer señor de la Isla de Wight. Desde esa época, el señorío de la isla siempre estuvo vinculado a la propiedad del castillo, el cual se convertiría en la sede del gobierno de Wight.
En 1100, Enrique I donó Carisbrooke a Richard de Redvers. El castillo sirvió de guarnición al mando de Baldwin de Redvers, I conde de Devon, en apoyo de la emperatriz Matilde en 1136, pero fue tomado por Esteban de Blois.

### Época posterior

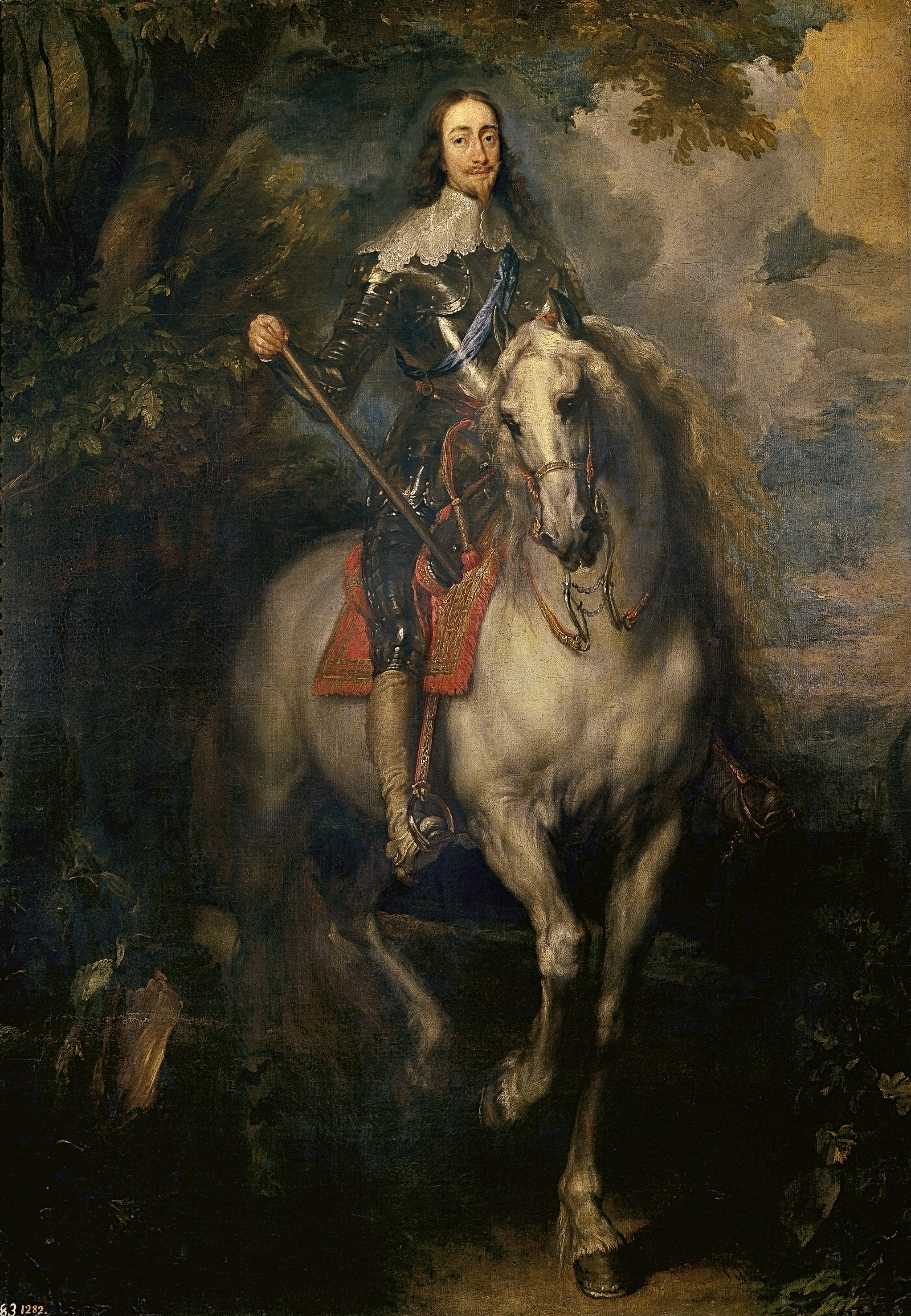
Carlos I de Inglaterra fue el más ilustre prisionero del castillo.

El castillo permaneció en posesión de la familia Redvers hasta 1293, cuando la condesa Isabella de Fortibus lo vendió a Eduardo I. Desde ese momento su gobierno fue confiado a alcaides como representantes de la corona, que sería su legítima propietaria en adelante.
Durante el reinado de Ricardo II, el castillo fue atacado sin éxito por los franceses en 1377. Antonio Woodville, Lord Scales y posteriormente conde de Rivers, obtuvo concesión real del castillo y los derechos de señorío en 1467. Wydville fue quien encargó la construcción de la Puerta de Woodville, actualmente llamada Puerta de Entrada (Entrance Gate).
Bajo el reinado de Enrique I fue erigida la torre del homenaje del castillo y en época de Isabel I, para protegerlo de un eventual ataque de la Armada Invencible, se rodeó de una elaborada fortificación pentagonal diseñada por Sir George Carey.
El rey Carlos I fue encarcelado en el castillo durante catorce meses antes de su ejecución en 1649. Poco después sus dos hijos más pequeños fueron también confinados allí, en este lugar también falleció la princesa Isabel de Inglaterra en el año 1650. A comienzos del siglo XX, el castillo fue la residencia de la princesa Beatriz, hija de la reina Victoria, como gobernadora de la isla de Wight (1896-1944). En la actualidad se encuentra al cargo del English Heritage, organismo público dependiente del Departamento de Cultura del gobierno británico.

## Arquitectura

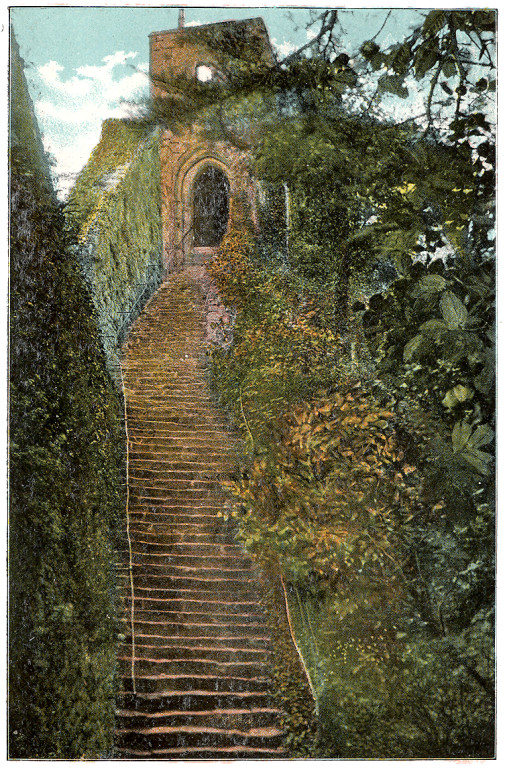
Escalera a la torre del castillo de Carisbrooke, circa 1910.

El castillo de Carisbrooke fue la fortaleza más inexpugnable de la isla, a pesar de que su ubicación no dominaba los páramos como muchos otros castillos.
Hay vestigios de un fuerte romano bajo los edificios posteriores. Setenta y un escalones conducen a la torre del homenaje desde la cual puede disfrutarse de una magnífica vista. En el recinto central del castillo se ubican la zona de uso doméstico que datan en su mayoría del siglo XIII, siendo la planta superior del siglo XVI. Algunas se encuentran en ruinas, pero las salas principales tienen un buen estado de conservación, debido a que fueron usadas como residencia oficial del Gobernador de la isla de Wight hasta la década de los 40.
El Gran Vestíbulo, la Gran Cámara y otras salas más pequeñas se encuentran abiertas al público. También la planta superior que aloja el Museo de la Isla de Wight. La mayoría de las salas se encuentran parcialmente amuebladas, aunque éstas sean interesantes por sí mismas gracias a sus chimeneas y otros detalles arquitectónicos. Otras de las atracciones del museo giran en torno a la figura de Carlos I de Inglaterra y su cautiverio en el castillo, de que intentó escapar en 1648 pero no consiguió traspasar los barrotes de su ventana.
Carisbrooke sirvió para nombrar a otra estructura muy diferente en las antípodas del Reino Unido. Una visita al castillo inspiró a James Macandrew, uno de los fundadores de la ciudad neozelandesa de Dunedin para llamar Carisbrooke a una finca. El nombre de esta finca fue posteriormente usado para denominar al estadio deportivo más importante de Dunedin.

### Puerta principal
La puerta de entrada al castillo con sus torreones fue erigida por Lord Scales en 1464.

### Capilla
La capilla se encuentra ubicada junto a la puerta de entrada. En 1904, esta capilla dedicada a San Nicolás fue reabierta y reconsagrada, convirtiéndose en monumento conmemorativo a Carlos I. Bajo la muralla se encuentra un pozo de 200 pies (60,96 m) de profundidad. También hay otro en el centro de la torre, que se cree aún más profundo.

### Casa del pozo
Cerca de la zona noble se encuentra la casita del pozo (Well-House) que data de 1587 y con una curiosa estructura de rueda de tracción animal y eólica para sacar agua. Es ésta una de las mayores atracciones del castillo, donde se forman grandes colas para observar a los burros de Carisbrooke trabajar.

### Constable's Chamber
Constable's Chamber o Cámara de guardia es una gran sala en la zona medieval del castillo. Sirvió de aposento para Carlos I en su estancia como prisionero en Carisbrooke y como comedor de la princesa Beatriz. Actualmente se usa como centro educativo del castillo para sus visitantes.

### Fosos
Rodeando a la fortaleza existe un amplio conjunto de fosos diseñado por el ingeniero italiano Federigo Giambelli que comenzaron a construirse en 1587, un año antes de la fallida incursión de la Armada Invencible en Inglaterra. Fueron completados a finales de la década de 1590. La portada exterior, coronada por el escudo de armas de Isabel I de Inglaterra, contiene la fecha de finalización del conjunto fortificado: 1598.

## Alojamiento en Carisbrooke
El English Heritage planea convertir las antiguas instalaciones del servicio en alojamientos que puedan ser disfrutado por el público visitante de Carisbrooke. Los permisos administrativos han sido ya solicitados y su transformación de uso se producirá durante el año 2007.